# Hypercompe oslari
Hypercompe oslari är en fjärilsart som beskrevs av Rothschild 1910. Hypercompe oslari ingår i släktet Hypercompe och familjen björnspinnare. Inga underarter finns listade i Catalogue of Life.